# Jamninka
Jamninka – potok, prawy dopływ Wiaru o długości 11,91 km i powierzchni zlewni 21,57 km².
Potok płynie na Pogórzu Przemyskim. Jego źródła znajdują się w rejonie Arłamowa. Płynie przez niezamieszkane wsie Jamna Górna, Jamna Dolna i Trójca, gdzie wpada do Wiaru. Przyjmuje kilkanaście lewych i prawych krótkich dopływów o długości do 1 km.